# Пам'ятки архітектури Барського району
У Барському районі під охороною держави знаходиться 27 пам'яток архітектури і містобудування, з яких 3 - національного значення.
| Пор. №             | Найменування пам'ятки                                | Датування         | Місцезнаходження          | Охоронний номер | Дата та № рішення взяття на облік                                      |
| ------------------ | ---------------------------------------------------- | ----------------- | ------------------------- | --------------- | ---------------------------------------------------------------------- |
| м. Бар             |                                                      |                   |                           |                 |                                                                        |
| 1                  | Фортеця                                              | 16 ст.            | вул. Буняковського, 7     | 960             | Постанова Ради Міністрів УРСР від 06.09.1979 р. № 442                  |
| 2                  | Кармелітський монастир (Покровська церква з келіями) | 1531 р.           | вул. Монастирська, 55     | 62              | Постанова Ради Міністрів УРСР від 24.08.1963 р. № 970                  |
| 3                  | Кафедральний собор Успіння Пресвятої Богородиці      | 18 ст.            | вул. св.Миколая, 10/22    | 63              | -ІІ-                                                                   |
| Місцевого значення |                                                      |                   |                           |                 |                                                                        |
| м. Бар             |                                                      |                   |                           |                 |                                                                        |
| 4                  | Дзвіниця Кармелітського монастиря                    | 1908р.            | Вул. Інтернаціональна, 55 | 301-М           | Розпорядження ОДА № 78 від 19.02.96 р                                  |
| 5                  | Другий корпус келії Кармелітського монастиря         | 1787              | Вул. Інтернаціональна, 55 | 302-М           | -//-                                                                   |
| 6                  | Особняк                                              | 1913 р.           | вул. Гончарна,7           | 232-М           | Розпорядження представника Президента України ОДА від 14.07.94 р. №209 |
| 7                  | Особняк                                              | п.19 ст.          | вул. Гончарна,9           | 231-М           | -ІІ-                                                                   |
| 8                  | Житловий будинок                                     | 1913 р.           | вул.50-річчя Жовтня, 16   | 227-М           | -ІІ-                                                                   |
| 9                  | Будинок міського училища                             | п.19 ст.          | вул. Соборна, 22/1        | 229-М           | -ІІ-                                                                   |
| 10                 | Костел святої Анни                                   | 1811 р., к.19 ст. | вул.Св.Миколая,12         | 32-М            | Рішення виконкому облради нар. деп.від 14.02.91 №43                    |
| 11                 | Житловий будинок                                     | 19 ст.            | вул.Св.Миколая,15         | 230-М           | -ІІ-                                                                   |
| 12                 | Житловий будинок                                     | 1911 р.           | пл. Пам’яті,3             | 226-М           | Розпорядження представника Президента України ОДА від 14.07.94 р. №209 |
| 13                 | Будинок реального училища                            | 1904-1907 рр.     | вул. Героїв Майдану,5/4   | 33-М            | Рішення виконкому облради нар. деп.від 14.02.91 №43                    |
| 14                 | Особняк                                              | п.20 ст.          | вул. Леонтовича,8         | 228-М           | Розпорядження представника Президента України ОДА від 14.07.94 р. №209 |
| с.Балки            |                                                      |                   |                           |                 |                                                                        |
| 15                 | Церква                                               | к.19 ст.          | с. Балки                  | 37-М            | Рішення виконкому облради нар. деп.від 14.02.91 №43                    |
| с. Біличин         |                                                      |                   |                           |                 |                                                                        |
|                    | Садиба Рудзських                                     | 19 ст.            | с. Біличин                | 34-М/0          | -ІІ-                                                                   |
| 16                 | Палац                                                | с.19 ст.          |                           | 34-М/1          | -ІІ-                                                                   |
| 17                 | Господарський флігель                                | п.п.19 ст.        |                           | 34-М/2          | -ІІ-                                                                   |
| 18                 | Парк                                                 | с.19 ст.          |                           | 34-М/3          | -ІІ-                                                                   |
| с.Верхівка         |                                                      |                   |                           |                 |                                                                        |
|                    | Комплекс садиба Михальських-Бібікових                | 19 ст.            |                           | 233-М/0         | Розпорядження представника Президента України ОДА від 14.07.94 р. №209 |
| 19                 | Палац                                                | п.19 ст.          |                           | 233-М/1         | -ІІ-                                                                   |
| 20                 | Господарча споруда                                   | 19 ст.            |                           | 233-М/2         | -ІІ-                                                                   |
| 21                 | Парк                                                 | 19 ст.            |                           | 233-М/3         | -ІІ-                                                                   |
| с.Копайгород       |                                                      |                   |                           |                 |                                                                        |
| 21                 | Церква Різдва Богородиці                             | 1883 р.           |                           | 35-М            | Рішення виконкому облради нар. деп.від 14.02.91 №43                    |
| 22                 | Костьол Святого Духа                                 | 1798 р.           |                           | 36-М            | Рішення виконкому облради нар. деп.від 14.02.91 №43                    |
| с.Маньківці        |                                                      |                   |                           |                 |                                                                        |
| 23                 | Костьол Пресвятої Трійці                             | 1793 р.           | с.Маньківці               | 41-М            | -ІІ-                                                                   |
| с. Митки           |                                                      |                   |                           |                 |                                                                        |
|                    | Комплекс садиби адмірала Чихачова                    | 1905 р.           | вул. Привокзальна, 1-а    | 38-М/0          | -ІІ-                                                                   |
| 24                 | Будинок                                              | 1905 р.           | вул. Привокзальна, 1-а    | 38-М/1          | -ІІ-                                                                   |
| 25                 | Парк                                                 | 1905 р.           | вул. Привокзальна, 1-а    | 38-М/2          | -ІІ-                                                                   |
| с. Ялтушків        |                                                      |                   |                           |                 |                                                                        |
| 26                 | Троїцький церква (дер.)                              | 1876 р.           |                           | 39-М            | -ІІ-                                                                   |
| 27                 | Садибний будинок                                     | 19 ст.            |                           | 40-М            | -ІІ-                                                                   |

## Джерело
- Пам'ятки Вінницької області